# Luis Lagarto
Luis Lagarto (¿Sevilla? ca. 1556 - Puebla de los Ángeles, 1624) fue un pintor e iluminador español de los siglos XVI y XVII.

## Biografía

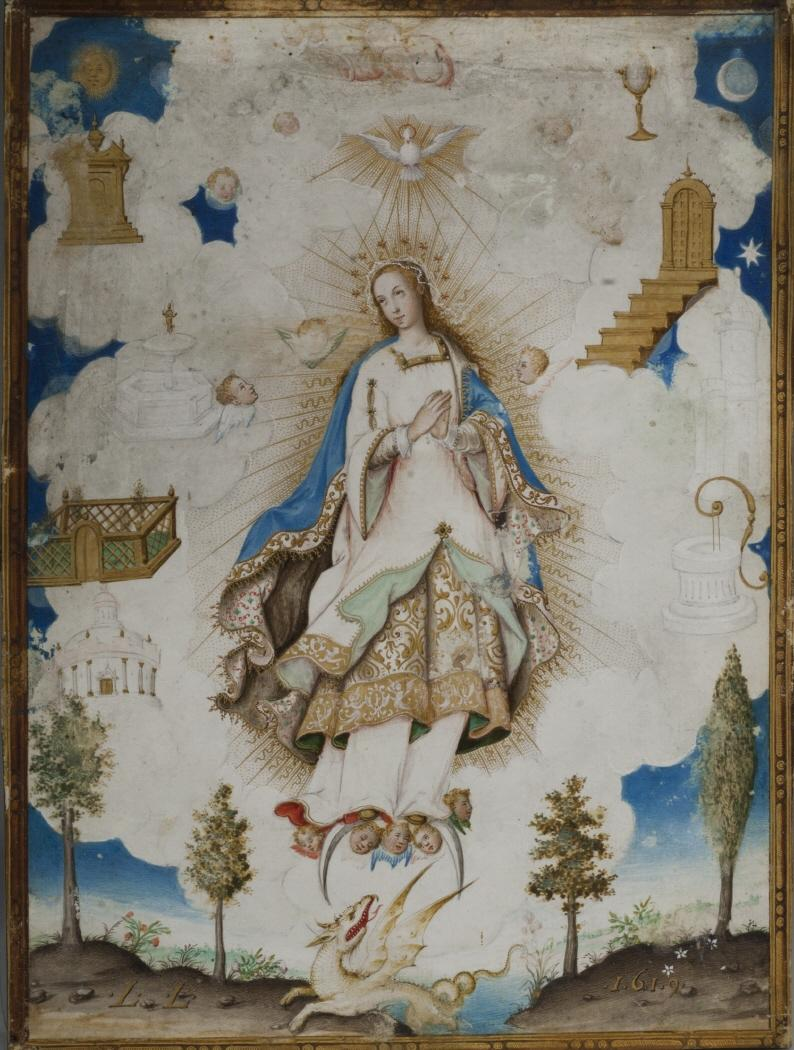
Inmaculada Concepción, 1619. Museo de América, Madrid.

Luis Lagarto es considerado uno de los mejores iluminadores, tal vez el más relevante, del ámbito hispánico a finales del siglo XVI y principios del XVII. Desafortunadamente, las escasas noticias sobre su vida, no permiten un acercamiento concreto a su obra, si bien, su obra conservada permite una aproximación.
Se presume que nació hacia 1556. Se carece de documentación fidedigna acerca del lugar de su nacimiento pero gracias al trabajo historiográfico de Guillermo Tovar de Teresa, actualmente podríamos establecer que nació en Sevilla, hijo de Juan Lagarto de Castro, maestro de leer, escribir y contar de la ciudad de Granada, España, y que su formación artística la siguió en Granada con Lázaro de Velasco. 
Aunque se ignora la fecha exacta de su llegada a Nueva España, es muy probable que fuese en 1585, ya que se tiene noticia de que en ese año fue nombrado maestro de primeras letras en el Colegio de San Juan de Letrán de la Ciudad de México por el virrey Villamanrique. Luis Lagarto se casó con Ana de Paz, con quien tuvo al menos siete hijos. El primero de ellos, Luis, nació en agosto de 1586, ese mismo año es nombrado maestro mayor y examinador sinodal de leer, escribir y contar. Sus otros hijos, Juana Bautista, ella quizá naciera en España, Mariano (1587), Andrés (1589), Francisco (1591), Esteban (1592) y Antonio. 
Entre 1592 y 1594 se le vinculó con el carpintero Juan Salcedo de Espinoza para la organización de las fiestas del Ayuntamiento de México donde colaboró con los autos, escenografía, vestuario, por mencionar algunas tareas. Hacia 1600 se encuentra en Puebla, contratando las capitulares del coro de la catedral. Dado que se desconoce la actividad de Lagarto entre 1594 y 1600, no es posible precisar si vivió en Puebla antes de 1600, pero lo cierto es que desde esta fecha y hasta 1611 trabajó en la iluminación de las capitulares de los más de cien libros de coro de la catedral poblana. Se cree que para este trabajo recibió ayuda de tres de sus hijos que tuvieron la misma formación que su padre.
Hacia 1612, Lagarto se encuentra nuevamente en la Ciudad de México. Las noticias sobre la vida de Lagarto entre 1612 y 1624 año de su muerte, son prácticamente inexistentes. 

## Obra
Se considera que el estilo de Lagarto fue una gran aportación al arte novohispano por la fantasía de sus diseños, imaginarios y de ensueño, algo que hasta el momento no se había visto en el Nuevo Mundo.
Las acuarelas sobre vitela de su autoría que han llegado hasta nuestros días están fechadas entre 1610 y 1619. 
El Museo José Luis Bello y González, en Puebla, y el Museo de América, en Madrid, resguardan sendas representaciones de la Inmaculada Concepción iluminadas por Luis Lagarto. 
En la Ciudad de México, la Casa Museo Guillermo Tovar de Teresa posee la pintura Los cinco Señores y el Museo Nacional de Arte custodia La Virgen del Rosario con Santa Catalina de Alejandría y Santa Catalina de Siena y una Anunciación. 
En Estados Unidos, el Denver Art Museum posee una Adoración de los Pastores y otra versión de la Anunciación. Ambas pinturas fueron donadas al museo en 2014 por los coleccionistas Frederick y Jan Mayer. 
La obra de Lagarto también está presente en colecciones privadas como la Colección Blaisten (El entierro de Cristo).

## Galería

Obras de Luis Lagarto
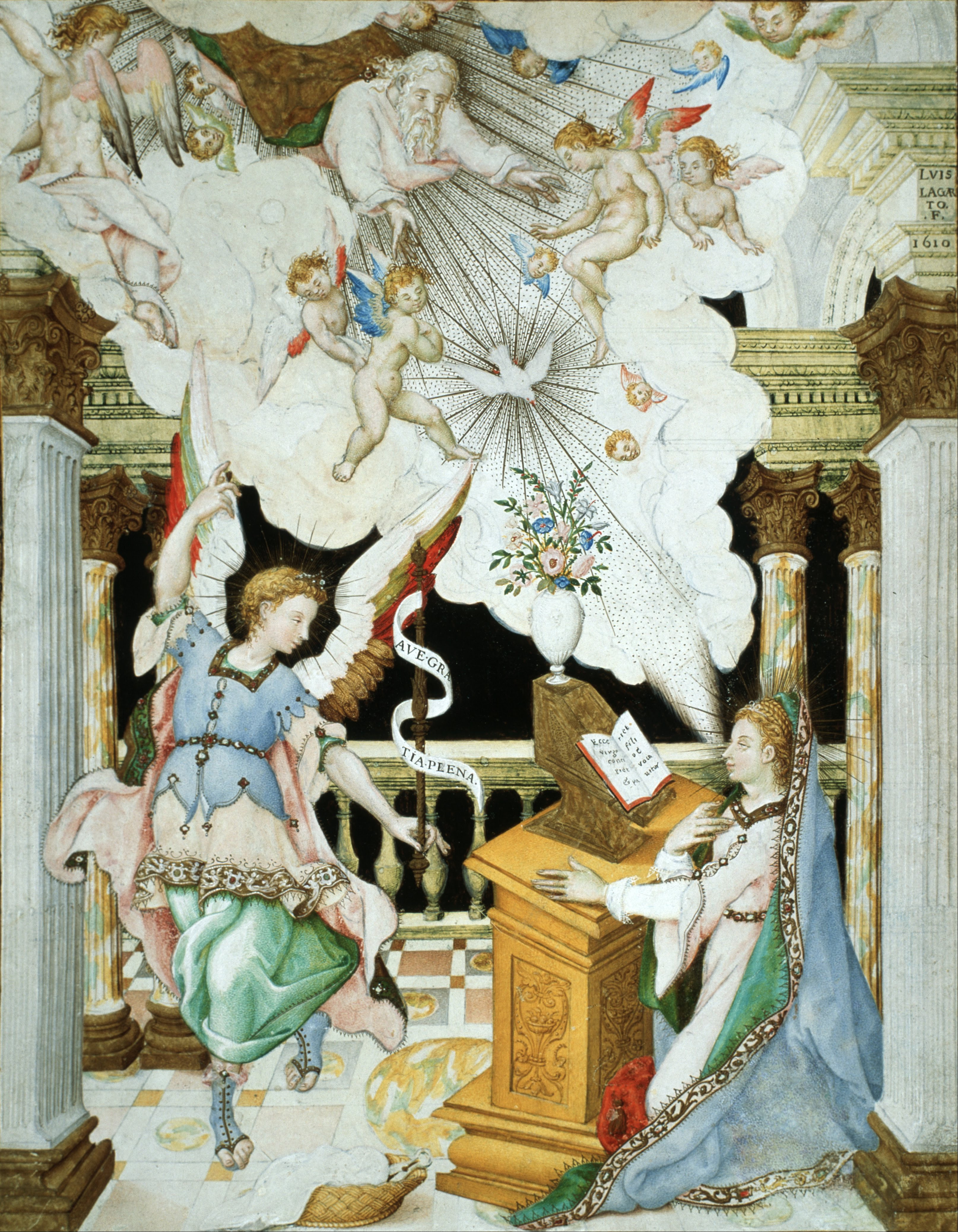
La Anunciación, 1610, MUNAL, Ciudad de México
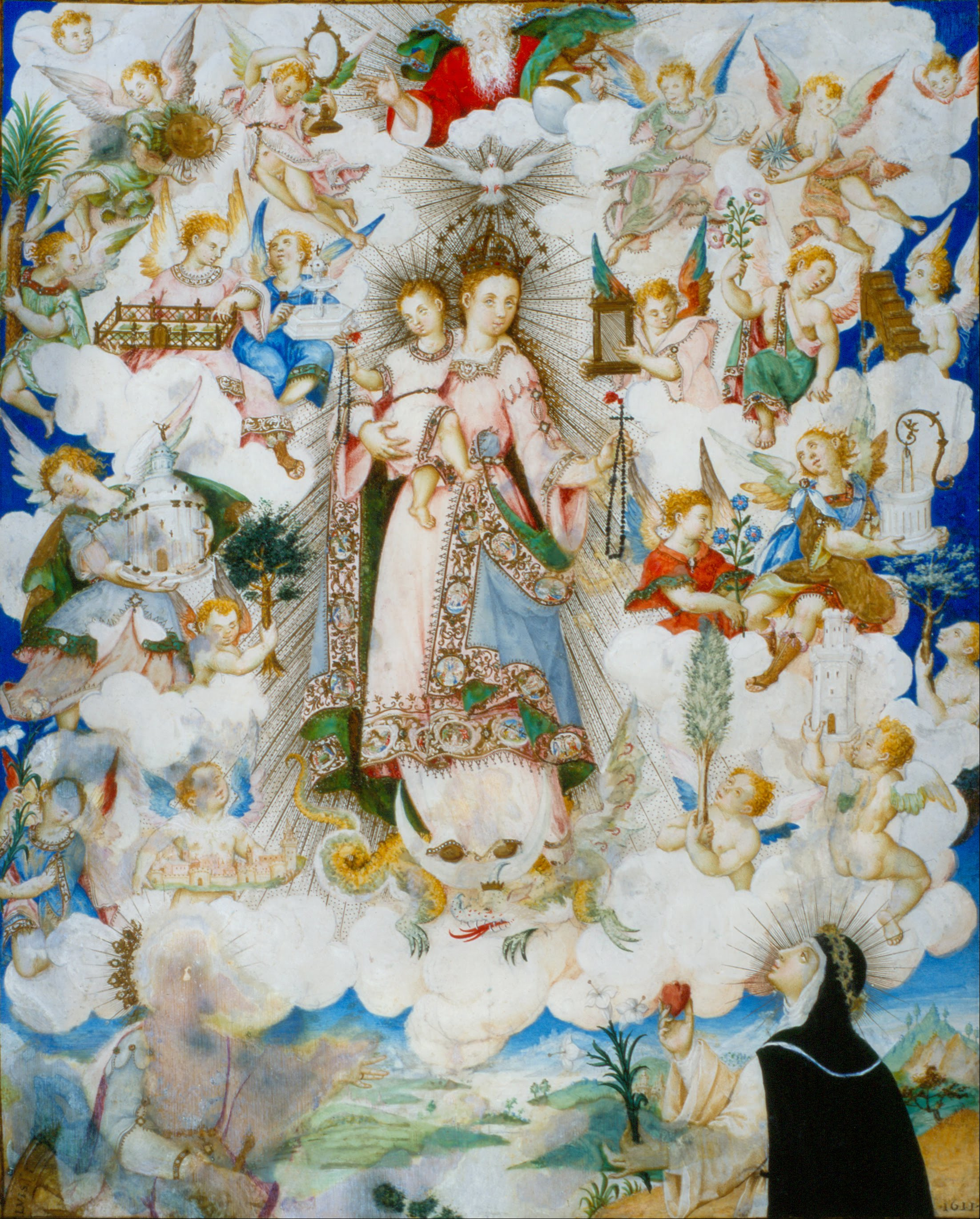
La Virgen del Rosario con Santa Catalina de Alejandría y Santa Catalina de Siena, 1611, MUNAL, Ciudad de México
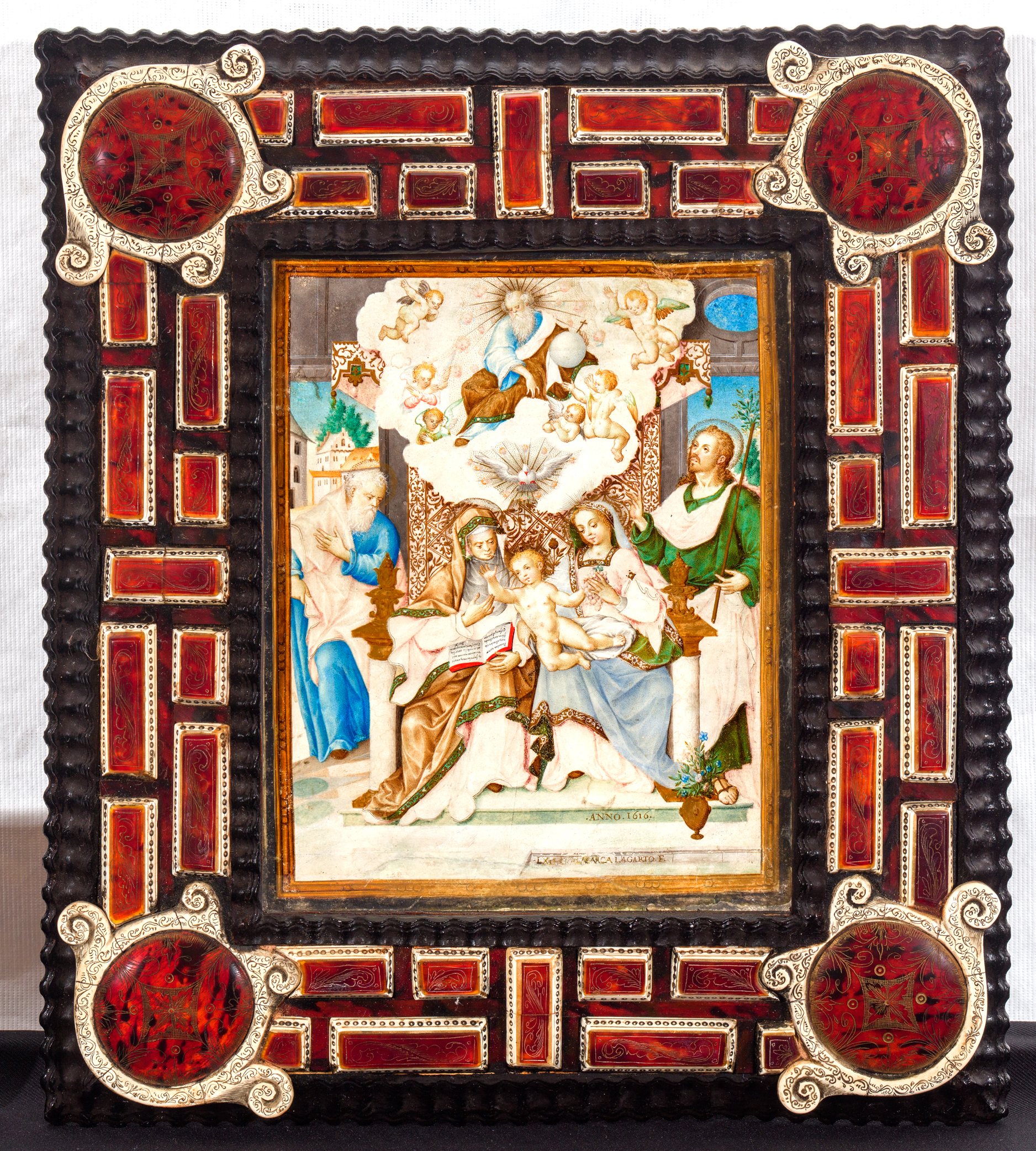
Los Cinco Señores, 1616, Casa Museo Guillermo Tovar de Teresa, Ciudad de México
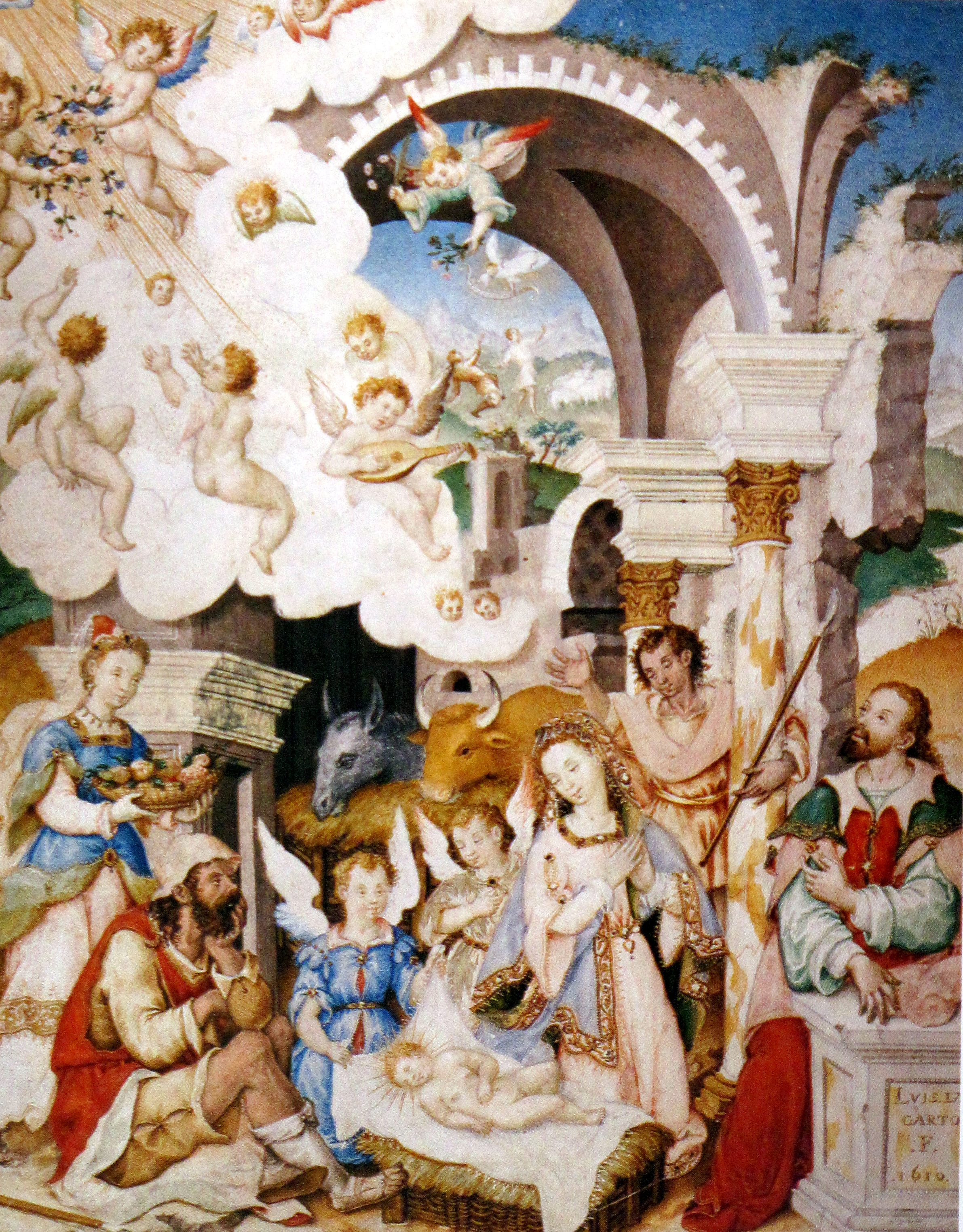
Adoración de los Pastores, 1610, Denver Art Museum
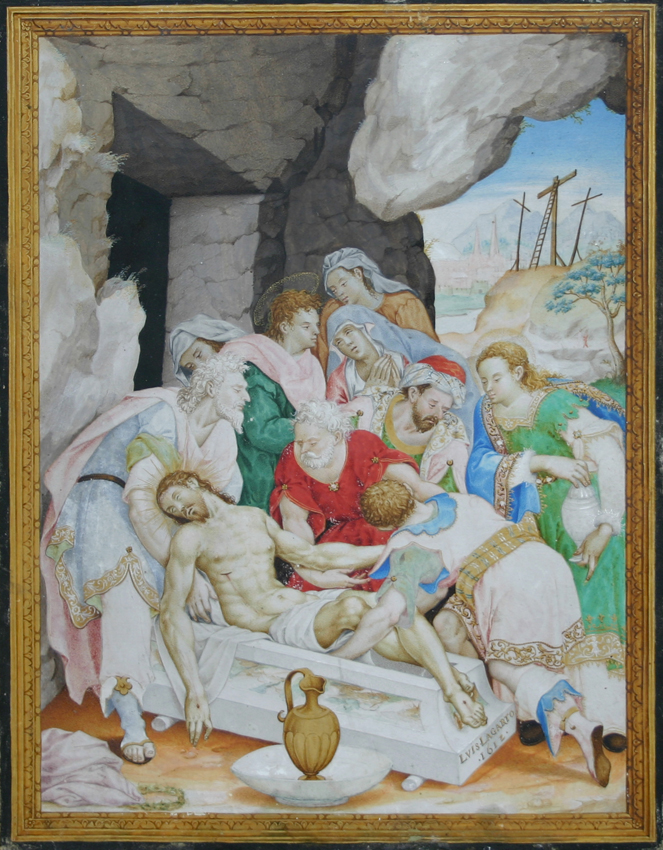
El Entierro de Cristo, 1612, Colección Blaisten, Ciudad de México

Obras de sus hijos Luis y Andrés
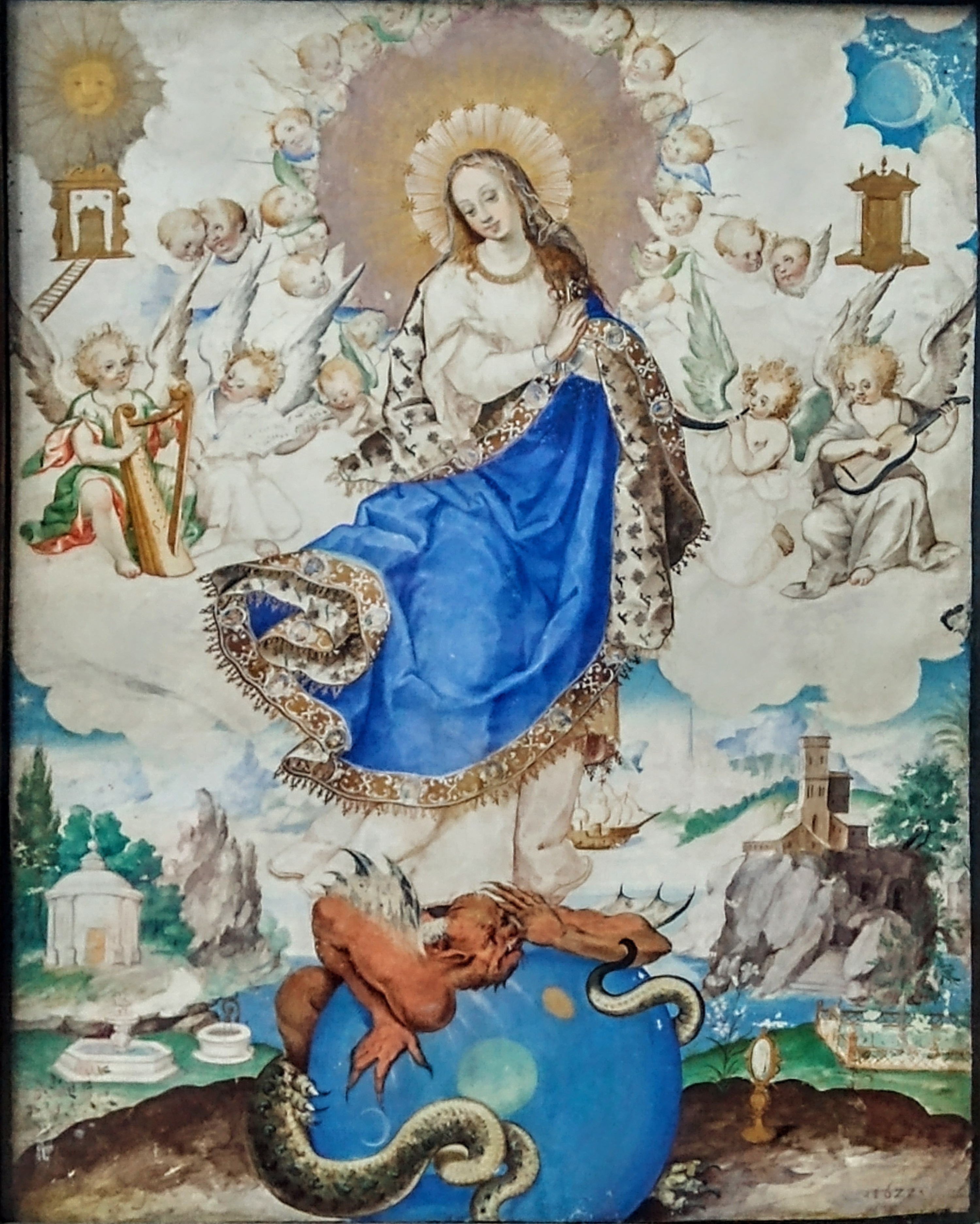
Tota Pulchra, 1622, Andrés Lagarto, Castillo de Chapultepec, Ciudad de México
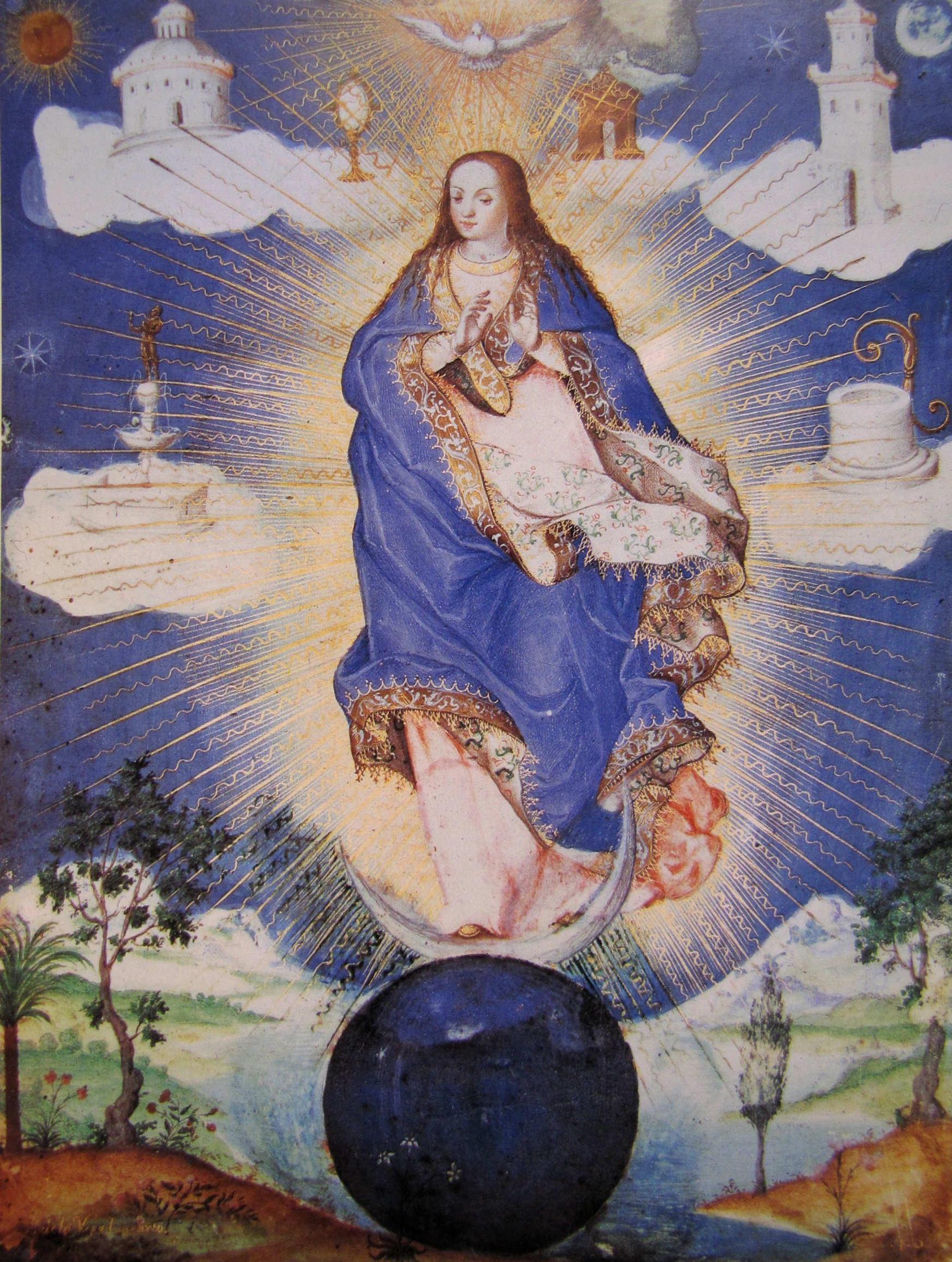
La Inmaculada, 1631, Luis Lagarto (hijo), Museo José Luis Bello y Zetina, Puebla